# آنا سوكليتش

آنا سوكليتش (بالإنجليزية: Ana Soklič)‏ هي مغنية سلوفينية ولدت في 10 أبريل 1984. كان من المفترض أن تمثل سلوفينيا في مسابقة الأغنية الأوروبية لعام 2020 بأغنية "Voda" ، إلا أن المسابقة ألغيت بسبب جائحة كورونا . تم اختيارها لتمثل سلوفينيا في مسابقة الأغنية الأوروبية لعام 2021.

## وصلات خارجية
- آنا سوكليتش على موقع IMDb (الإنجليزية)
- آنا سوكليتش على موقع ميوزك برينز (الإنجليزية)
- آنا سوكليتش على موقع أول ميوزيك (الإنجليزية)
- آنا سوكليتش على موقع ديسكوغز (الإنجليزية)